# Братська могила радянських воїнів (Новомосковськ, завод)
Бра́тська моги́ла радя́нських во́їнів — пам'ятка історії місцевого значення, розташована по вулиці Північній у місті Новомосковськ Дніпропетровської області, на території шпалопросочувального заводу. Увічнює пам'ять бійців Червоної армії, загиблих під час Другої світової війни.

## Історія
В братській могилі поховано 34 радянських воїни, полеглих на території Новомосковська під час зимового наступу радянських військ у лютому 1943 року та при звільнені міста у вересні того ж року.
В середині лютого передові частини Південно-Західного фронту вийшли на підступи до Дніпропетровська. 19 лютого 101-й Гвардійський стрілецький полк 35-ї Гвардійської стрілецької дивізії вів бої в районі міста Новомосковська. Одними з перших вступили в бій з ворогом, що набагато перевищував їх чисельністю, бійці 1-го Гвардійського батальйону, який входив до складу особливої ударної групи. Бійцям вдалося захопити Шпалопросочувальний завод і декілька інших об'єктів на околиці міста. 17 бійців, що залишились живими, 23 лютого тримали оборону на Шпалопросочувальному заводі. Нацисти пропонували їм здатися, але отримали відмову. 24 лютого, коли загинув останній захисник, гітлерівці увірвались на територію заводу й жорстоко розправились із пораненими бійцями, які лежали в підвалі. Після цього примусили місцевих мешканців закопати в траншею на території заводу всіх загиблих в цьому бою.
В 1944 році останки воїнів, похованих в траншеї та індивідуальних могилах, що були зроблені ще 19 лютого в саду, були перенесені в братську могилу в тому ж саду, а пізніше, в 1957 році, перенесені на територію заводу. Над могилою встановлено скульптуру «Воїн з автоматом», що була виготовлена Дніпропетровським художньо-виробничим комбінатом (архітектор Шмалько В. І.). Остання реконструкція меморіалу відбулася у 1981 році.

## Опис
Стела складена із цегли, облицьованої плитами з червоного граніту завдовжки 9,55 м та заввишки 1,8 м.
На лівому боці стели з алюмінію прикріпленний Орден Червоної Зірки завширшки 1,12 м. На всю довжину стели височіє напис з об'ємних букв «Вечная слава героям 1941—1945гг.». Постамент зроблений із цегли. облицьованої плиткою з червоного граніту. Її розміри: 1,45 м х 1,32 м х 1,22 м. Статуя воїна в повний ріст сягає 4,2 м і виготовлена із залізобетону. Над чотирма могилами покладені меморіальні дошки з червоного граніту (їхні розміри 12 см х 60 см х 26,5 см х 36,5 см). На дошках прізвища похованих — рядові Стеценко Г. А., Катюха Т. Л., Далтов К. і ще 31 невідомого воїна.
Пам'ятник стоїть на заасфальтованій площі, стежки викладені тротуарною плиткою. Перед стелою розбитий квітник. Навколо пам'ятника висаджені дерева і проведено освітлення. Площа пам'ятки, включаючи охоронну зону, 15 × 27 метра.